# Saint Lucia Livre
Saint Lucia Livre (S:Lucie) war eine französische Kolonial-Währung auf St. Lucia bis 1814. Der Saint Lucia Livre wurde aus Verschnitten von spanischen Kolonialmünzen hergestellt. Der Livre wurde unterteilt in 20 Sous, zu jeweils 12 Deniers. Der escalin hatte den Wert von 15 sous und der stampee den Wert von 3 sous 9 denier (1/4 escalin). Bis 1813 hatten 12 escalins den Gegenwert von 8 reales, danach hatten 15 escalins den Gegenwert von 8 reales. 1851 wurde das Pfund Sterling als Währung eingeführt.
Seit dem späten 19. Jahrhundert waren Dollar als Währung in Umlauf, zunächst der Saint Lucia Dollar, dann der British West Indies Dollar und heute ist der East Caribbean Dollar in Gebrauch.

## Münzen
Ab 1798 wurden Münzen zu 2, 3, 4 und 6 escalins ausgegeben. Diese wurden aus Sechstel-, Quarter-, Drittel- und Halben-Münzen von 8-reals gefertigt, auf welche die Buchstaben „SL“ geprägt wurden.
Die Münzen, die ab 1811 ausgegeben wurden bestanden aus 3 stampee, 1-, 1½- und 2-escalins-Münzenns. Die ersteren beiden wurden aus quarters und thirds aus 2-reales-Münzen hergestellt, während die höheren beiden aus quarters und thirds von 4-reales-coins gemacht wurden. Die 3 stampees waren gegengeprägt mit einem gezackten Ring, während 1-, 1½- und 2-escalins gegengeprägt wurden mit einem, zwei und drei Kreisen.
Die letzten Ausgaben von 1813, waren 3 und 9 escalins. Diese Münzen wurden durch Schnitte von 8-reales-Münzen in drei Teile hergestellt, wobei die zwei äußeren Teile, jeweils ein Fünftel der Münze für die 3-escalins verwendet wurden und der innere Teil, vom Gewicht her drei Fünftel, ergaben die 9-escalins. Diese Münzen wurden mit „S:Lucie“ gegengeprägt.